# HABP4
HABP4 (англ. Hyaluronan binding protein 4) – білок, який кодується однойменним геном, розташованим у людей на короткому плечі 9-ї хромосоми. Довжина поліпептидного ланцюга білка становить 413 амінокислот, а молекулярна маса — 45 785.
| 10         |  | 20         |  | 30         |  | 40         |  | 50         |
| ---------- |  | ---------- |  | ---------- |  | ---------- |  | ---------- |
| MKGALGSPVA |  | AAGAAMQESF |  | GCVVANRFHQ |  | LLDDESDPFD |  | ILREAERRRQ |
| QQLQRKRRDE |  | AAAAAGAGPR |  | GGRSPAGASG |  | HRAGAGGRRE |  | SQKERKSLPA |
| PVAQRPDSPG |  | GGLQAPGQKR |  | TPRRGEQQGW |  | NDSRGPEGML |  | ERAERRSYRE |
| YRPYETERQA |  | DFTAEKFPDE |  | KPGDRFDRDR |  | PLRGRGGPRG |  | GMRGRGRGGP |
| GNRVFDAFDQ |  | RGKREFERYG |  | GNDKIAVRTE |  | DNMGGCGVRT |  | WGSGKDTSDV |
| EPTAPMEEPT |  | VVEESQGTPE |  | EESPAKVPEL |  | EVEEETQVQE |  | MTLDEWKNLQ |
| EQTRPKPEFN |  | IRKPESTVPS |  | KAVVIHKSKY |  | RDDMVKDDYE |  | DDSHVFRKPA |
| NDITSQLEIN |  | FGNLPRPGRG |  | ARGGTRGGRG |  | RIRRAENYGP |  | RAEVVMQDVA |
| PNPDDPEDFP |  | ALS        |  |            |  |            |  |            |

A: Аланін

C: Цистеїн

D: Аспарагінова кислота

E: Глутамінова кислота

F: Фенілаланін

G: Гліцин

H: Гістидин

I: Ізолейцин

K: Лізин

L: Лейцин

M: Метіонін

N: Аспарагін

P: Пролін

Q: Глутамін

R: Аргінін

S: Серин

T: Треонін

V: Валін

W: Триптофан

Кодований геном білок за функцією належить до фосфопротеїнів. 
Задіяний у таких біологічних процесах, як транскрипція, регуляція транскрипції, альтернативний сплайсинг. 
Локалізований у цитоплазмі, ядрі.